# South Hokkaido Railway
La South Hokkaido Railway Company (道南いさりび鉄道株式会社, Dōnan Isaribi Tetsudō Kabushikigaisha) est une entreprise qui exploite une ligne ferroviaire au sud de l'île de Hokkaidō au Japon. Son siège social se trouve à Hakodate. Les principaux actionnaires sont la préfecture de Hokkaidō et JR Freight.

## Histoire
La compagnie a été fondée le 1er août 2014 sous le nom de Hokkaidō Dōnan Chiiki Heikō Zairaisen Junbi Kabushikigaisha (北海道道南地域並行在来線準備株式会社). Elle a pris le nom de Dōnan Isaribi Tetsudō Kabushikigaisha (道南いさりび鉄道株式会社) le 1er janvier 2015. Le 26 mars 2016, la compagnie reprend l'exploitation de la ligne Esashi, auparavant exploitée par la JR Hokkaido, sous le nom de Ligne Dōnan Isaribi Tetsudō.

## Matériel roulant
Les trains appartenaient autrefois à la JR Hokkaido.

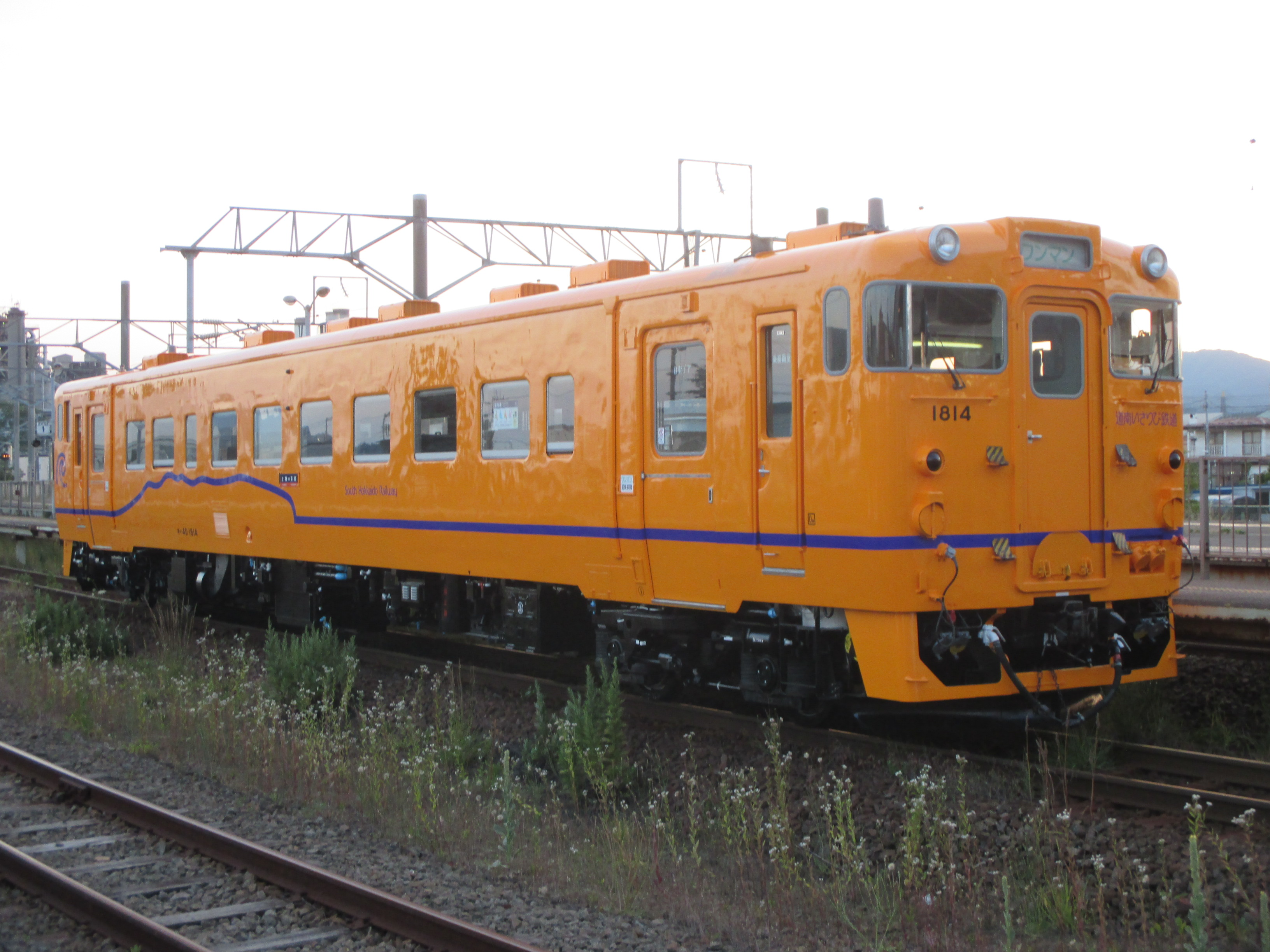
JR série KiHa 40